# Carl Michael Bellman (album av Sven-Bertil Taube)
Carl Michael Bellman från 1960 är ett musikalbum av Sven-Bertil Taube där han sjunger sånger ur Fredmans epistlar och sånger av Carl Michael Bellman. Ulf Björlin är arrangör och dirigent. Albumet följdes upp med en andra volym 1963.

## Låtlista
Samtliga sånger är skrivna av Carl-Michael Bellman.
1. Epistel nr 1: Gutår, båd natt och dag! – 2:34
2. Epistel nr 2: Nå skrufva Fiolen – 2:10
3. Sång nr 7: Kärlek och Bacchus helgas min skål – 0:52
4. Epistel nr 73: Fan i fåtöljerna! – 1:49
5. Epistel nr 12: Gråt, fader Berg, och spela – 3:35
6. Sång nr 21: Så lunka vi så småningom – 4:50
7. Epistel nr 33: Stolta stad – 5:46
8. Sång nr 35: Gubben Noach – 2:14
9. Sång nr 49: Uppskovs utslag i saken (Som nu och emedan)
10. Sång nr 41: Joachim uti Babylon – 1:58
11. Epistel nr 82: Hvila vid denna källa! – 4:48
12. Sång nr 6: Hör, klockorna med ängsligt dån – 2:14
13. Sång nr 19: Ack, döden är en faslig björn – 1:13
14. Epistel nr 79: Karon i luren tutar – 4:46
15. Sång nr 32: Träd fram, du nattens gud – 3:45

## Medverkande
- Sven-Bertil Taube – sång
- Ulf Björlin – dirigent
- Medlemmar ur Stockholms filharmoniska orkester